# 室園丈裕
室園丈裕（日语：室園 丈裕，1969年8月3日—），日本男性配音員、旁白。出身於神奈川縣。身高168cm。A型血。

## 人物
Office薰所屬，Office薰附屬聲優培訓學校第1期畢業。音域：男中音。興趣：讀書、品嘗美食。

## 演出作品
※粗體字表示說明飾演的主要角色。

### 電視動畫
1993年
- 可愛巧虎島（隊長）

1994年
- 銀河戰國群雄傳（夏侯才）
- 超時空要塞7（麥可）

1995年
- 黃金勇者（警官）
- 怪盜Saint Tail（店主B）
- 鬼神童子ZENKI（青年、弓道大會實況）
- 異次元的世界（勝男 等）
- 秀逗魔導士（盗賊C、劇團團員）
- 羅密歐的藍天（警備員）

1996年
- 無家可歸的孩子蕾米（警衛、青年）
- 灰姑娘物語（畫家）
- 秀逗魔導士（士兵、服務生）
- 逮捕令（吉田、赤元襟人、卡茲、芳垣、處理班員A、吸血鬼、計程車司機、師傅 等）
- 超者萊汀（日语：超者ライディーン）（係員、警官、防衛隊隊員）
- 聖天空戰記（派爾、獵人A、士兵A、下士官B）
- 魔法少女砂沙美（天野茂樹）
- 名偵探柯南（梶健也）
- （的爸爸、小提琴老師）
- 勇者指令達古王（宇宙商人努韋爾星人、播報員、合成宇宙人薩爾瑪）

1997年
- EAT-MAN（日语：EAT-MAN）（公安C、男子A、士兵、道化師）
- 吸血姬美夕（神魔、作業員A、船長、的父親、立木的部下、畫商、村民E）
- 秀逗魔導士TRY（男子A、聲音）
- 中華一番！（應試者C、蓮的部下B、進行人員）
- 超魔神英雄傳（主持人、心星人）
- 尼克斯特戰記EHRGEIZ（日语：ネクスト戦記EHRGEIZ）（第一單位副隊長）
- 大運動會（塞爾蓋伊·葛侖斯坦）
- 忍企鵝真丸（日语：忍ペンまん丸）
- 馬赫GoGoGo（男子）
- 名探偵柯南（經理、工作人員B）
- 勇者王（堀口五浪、救急隊員）

1998年
- 異次元的世界（勝男）
- 星際牛仔（流氓B、男、孟斐斯兄弟2）
- 時空轉抄納斯卡（壇琢磨）
- 玲音（耳）
- 機械女神J to X（花形屋店長）
- 聖路美娜女學院（日语：聖ルミナス女学院）（吉姆·懷特）
- 青澀之戀（警官、旅館受理、店主）
- DT戰士（日语：DTエイトロン）
- 炸彈人 彈珠人爆外傳（帕拉斯）
- 魔術士歐菲（店主）
- 名偵探柯南（堤康之）

1999年
- 伊索世界（雷德、多德、奈德）
- 格鬥小霸王（村人）
- ∀鋼彈（拉爾法·傑諾亞、班傑姆、現場頭目、農民A、操作士C、士兵1、民兵1、機械人A ）
- 炸彈人 彈珠人爆外傳V（ゴルゴン）

2000年
- 沉默的未知（副官）
- 犬夜叉（武士大將）
- 隨風飄的月影蘭
- 學校怪談（宮之下禮一郎）
- 幻想魔傳 最遊記（偽八戒）
- Sci-Fi HARRY（日语：Sci-Fi HARRY）（凱薩琳的父親）
- 時空母艦2000 怪盗閃亮超人（日语：タイムボカン2000 怪盗きらめきマン）（編輯）
- 法布爾先生是名偵探（日语：ファーブル先生は名探偵）（主持人）

2001年
- 刃牙（加藤清澄）
- 聖石小子（「龍人」查雲·磊德·達哈加、傑伊特）
- 逮捕令 Second Season（野口、警官A、男子A）
- 地球防衛家族（電視主播）
- 戰鬥陀螺（司機、神父、中年）
- 魔法戰士李維（冒險者A）
- 無敵王（日语：無敵王トライゼノン）（卡克）
- 名偵探柯南（泉水陽一）

2002年
- 犬夜叉（城主）
- Witch Hunter ROBIN（益田四郎）
- 銀河戰警（部下C）
- 閃靈二人組（粗壯男子）
- 激鬥戰車（馬良）
- 十二國記（革午、州師將軍）
- 天地無用！GXP（海賊A、魎呼艦船員B、海賊船船長、四加一樹 等）
- 東京喵喵（作業員）
- 馭龍少年（老師）
- 七小花（老師）
- 花田少年史（年輕時的柳原歲三、隔壁的老爺爺 等）
- 惑星奇航（パパイヤン、部下）
- 驚爆危機！（操舵手、恐怖分子B、男B、AL、艾德·奧爾莫斯、吉馬、愛德華·薩克斯、副官）

2003年
- 原子小金剛 (2003年版)（本部長）
- GAD GUARD（男子）
- 銃墓（艾迪·賈拉德）
- 獸兵衛忍風帖 龍寶玉篇（村人、武士 等）
- 灰姑娘男孩（日语：シンデレラボーイ）（李）
- 死體兵（日语：ダイバージェンス・イヴ）（莫洛佐夫）
- 偵探學園Q（小偷）
- DEAR BOYS（醫生、裁判、教師）
- 鋼之鍊金術師（瓦特·法爾曼[3]、尤利·洛克貝爾）
- 戰鬥陀螺G（利克·安德森、TV攝影師）
- 人間交差點（人事部長、部下）
- 驚爆危機？校園篇（陣代高中橄欖球社社員A）
- 真珠美人魚（理查德）

2004年
- GANTZ（野崎大地、男老師）
- 攻殻機動隊 S.A.C. 2nd GIG（機師）
- SAMURAI 7（モスケ）
- 琉球武士瘋雲錄（猿橋、彥一、流氓、官員）
- 鐵人28號 (2004年版)（ロングラン）
- 爆裂天使（新聞主播）
- 遙遠時空 ～八葉抄～（鐵匠的師傅、侍從的父親 等）
- 忘却的旋律（副市長）
- 美崎紀事 ～死體兵～（日语：ダイバージェンス・イヴ）（莫洛佐夫、客人）
- 名偵探柯南（井田刑事）
- MEZZO密探任務（日语：MEZZO -メゾ-）（細川）
- 妄想代理人
- MONSTER（尤凱爾斯、無線電的聲音、工作人員、警官、男子、客人A、記者C）
- 薔薇少女（補習班講師）

2005年
- 陰陽大戰記（ショウカク）
- 巖窟王（門衛2）
- SPEED GRAPHER（倉澤、組長 等）
- 索斯機械獸V（巴爾布羅）
- 驚爆危機！The Second Raid（AL）
- 黏黏妖美少女（店長）
- 彈珠汽水（校長）

2006年
- 犬神！（セバスチャン）
- 奏光之Strain（洛特·蓋拉的父親）
- 蒼天之拳（紅華會使者）
- 數碼寶貝拯救隊（高雅騎士獸）
- 火影忍者（星之里的忍者）
- 西方善魔女 Astraea Testament（派對會場的聲音）
- 工作狂人（編輯人員D、大木）

2007年
- 王牌投手 振臂高揮（志賀剛司）
- 怪物王女（赤錆村的蒙面男子）
- Keroro軍曹（パセリグリーン）
- 地球防衛少年（榊原保）
- 少女的奇幻森林（男子2）
- MOONLIGT MILE 2nd Season -Touch down-（日语：MOONLIGHT MILE）（羅德里奎茲、舒瓦茲）
- 火箭女孩（韋恩·帕克海馬）

2008年
- 艾莉森與莉莉亞（馬德歐）
- Yes！光之美少女5GoGo!（ディレクター）
- 再造人卡辛 Sins（日语：キャシャーン Sins）（機器人）
- CLANNAD ～AFTER STORY～（須藤）
- 骷髏13 (2008年版)（布萊安）
- 秀逗魔導士REVOLUTION（指揮官）
- 野良耳2（日语：のらみみ）（的父親）
- 記憶女神的女兒們（教授）
- 世界毀滅 ～毀滅世界的六人～（店主）

2009年
- 蒼天航路（曹豹）
- 迷宮塔 ～烏魯克之盾～（直訴男子）
- RIDEBACK（BMA-A、刑事）

2010年
- 王牌投手 振臂高揮 ～夏季大賽篇～（志賀剛司）

2011年
- 偶像大師（工作人員A）
- 戰鬥陀螺 鋼鐵奇兵 4D（莎拉的父親）

2013年
- 問題兒童都來自異世界？（通行人）

2014年
- 農林（濱岡）
- 普通女高中生要做當地偶像（太田貢[4]）

2018年
- 驚爆危機 Invisible Victory（AL）
- 弦音－風舞高中弓道部－（鳴宮湊的父親）

### OVA
1992年
- 世界之光 親鸞聖人（日语：世界の光 親鸞聖人）（良作）

1994年
- 幽幻怪社（院長）

1995年
- 魔鬼教師方程式（日语：腐った教師の方程式）
- 搞怪拍檔FLASH 3（管制官、SP、館內廣播）
- 新海底軍艦（米利爾斯）
- 異次元的世界（雲助A）
- 聖羅Victory（刑事D）
- 生化獵人（日语：バイオ・ハンター）（上司）

1996年
- 秀逗魔導士SPECIAL（獸人D）
- 同級生2（長岡芳樹）
- 鬥神傳（日语：闘神伝）（隊員）
- BLUE SEED2
- 炸彈人：謝謝你的勇氣，我能聽到聲音
- 摩登大聖（傳聲頭像的部下）

1997年
- 叢林跟我走！（日语：ジャングルDEいこう!）
- 神秘的世界2（巴克羅姆）
- 鋼鐵神兵NEO（士兵C）

1998年
- 支配者的黃昏 TWILIGHT OF THE DARK MASTER（日语：支配者の黄昏）（田島）
- 鐵拳 -TEKKEN-（警備員）

1999年
- 青山剛昌短編集（懷特）
- 同級生2 Special 卒業生
- 吹泡糖危機2040（庫許伊）
- 銀河少女警察 The Animation（組隊員、守衛）

2000年
- JoJo的奇妙冒險ADVENTURE（看守、機師）
- sin THE MOVIE（日语：sin THE MOVIE）
- 靈能偵探（出雲哲藏、百聞堂溪人）

2002年
- karen（堂島）
- 最終痴漢電車（日语：最終痴漢電車） Rail 1（勞務者）
- JoJo的奇妙冒險ADVENTURE（死人）
- 遙遠時空 -紫陽花物語-（日语：遙かなる時空の中で-紫陽花ゆめ語り-）（村莊男子）

2003年
- 恥辱診察室（長塚京三郎）
- 遙遠時空2 -白龍之神子-（日语：遙かなる時空の中で2-白き龍の神子-）（貴族1）

2004年
- 盜賊王JING in Seventh Heaven3（男子）
- 機動戰士鋼彈 MS IGLOO 1年戰爭秘錄（GM隊隊長）

2005年
- 永遠的阿賽莉亞（日语：永遠のアセリア）（拉基歐斯王）
- 奈美SOS！First Battle（淫魔A）

2006年
- 機動戰士鋼彈 SEED C.E.73 STARGAZER（駕駛員）
- 特務搜査官&風子（紫煙）

2007年
- 戰少女蘇維亞（日语：戦乙女スヴィア）

2010年
- 聲優初體驗！The ANIMATION（海津泰人）

2013年
- FAIRY TAIL×聖石小子（「龍人」查雲·磊德·達哈加）

2015年
- 普通女高中生要做當地偶像 聖誕節特別篇（太田貢）

2017年
- 天地無用！魎皇鬼 (第4期)（四加一樹）

### 電影動畫
1995年
- 劇場版 超時空要塞7：銀河在呼喚我！（佩格索）

1996年
- 劇場版 X（上班族[5]）
- 劇場版 天地無用！in LOVE

1997年
- 赫耳墨斯 愛宛如風（日语：愛は風の如く#映画）（旁白）

1999年
- 逮捕令 the MOVIE（柴犬運輸司機）
- 生之喜悅（日语：ハッピーバースデー 命かがやく瞬間#アニメ映画）（花村孝）

2000年
- Escaflowne（派爾）

2001年
- 賽貝索偵探隊（日语：いのちの地球 ダイオキシンの夏）（安東尼奧）
- ∀鋼彈I 地球光（拉爾法·傑諾亞）
- ∀鋼彈II 月光蝶（拉爾法·傑諾亞）

2002年
- 6 ANGELS（日语：シックス・エンジェルズ）（中尉）

2005年
- 劇場版 鋼之鍊金術師：森巴拉的征服者（瓦特·法爾曼）

2006年
- 劇場版 遙遠時空 舞一夜（初老的貴族）

2007年
- 劇場版 鐵人28號：白晝的殘月

2009年
- 福音戰士新劇場版：破
- 企鵝大冒險（日语：よなよなペンギン）

2010年
- 破刃之劍（重騎士A、巴魯德隊隊員B）

2013年
- SHORT PEACE「GAMBO」（鬼）

### 遊戲
1996年
- NOëL NOT DiGITAL（日语：NOeL）（宅配員）
- 神秘的世界（巴克羅姆兵）
- 波波羅古洛伊斯物語（ドン）

1998年
- 探偵 神宮寺三郎 夢的終結（日语：探偵 神宮寺三郎 夢の終わりに）（野田雅弘）
- 純愛手札2（三原咲之進、筋肉總長、木枯總長）
- 閃亮銀槍（日语：レイディアントシルバーガン）（艾倫）

1999年
- 金田一少年の事件簿3 青龍傳說殺人事件（村井敏行、丹後四郎）
- 捍衛者（自衛隊隊員A）
- 爆走卡車傳說 ～男人生夢一路～（日语：爆走デコトラ伝説）（石藏、正晴）
- （竹田明彥）

2001年
- 莉莉的鍊金工房 ～薩爾博格之鍊金術士3～（埃俄羅斯）

2002年
- 聖石小子系列（「龍人」查雲·磊德·達哈加）
  - 聖石小子 ～未完的秘石～
  - 聖石小子 真實格鬥戰
  - 聖石小子 ～光與闇之戰～
  - 聖石小子 ～光與闇之戰2～

2003年
- 少女義經傳（日语：少女義経伝）（平知盛）

2004年
- 紅線（主）
- 超級機器人大戰MX（加斯莫頓、法爾哥斯）
- 遙遠時空3 十六夜記（藤原秀衡）
- 鋼之鍊金術師2 紅色靈藥的惡魔（日语：鋼の錬金術師2 赤きエリクシルの悪魔）（醉鬼）

2006年
- 犬神！feat.Animation（セバスチャン）
- （白金鬼）
- 十二國記 威嚴的王道 紅綠的蛻變（州師將軍、士兵指揮官、虎嘯的夥伴、老伯）
- 薔薇少女 決鬥的圓舞曲

2007年
- 召喚少女 ～ElementalGirl Calling～（日语：召喚少女 〜ElementalGirl Calling〜）（里德）
- 超級機器人大戰OG ORIGINAL GENERATIONS（DC艦長）
- 龍機傳承（バシュア·クレアガルバ）

2008年
- 超級機器人大戰Z（百鬼兵、百人衆）

2009年
- 超級機器人大戰NEO（日语：スーパーロボット大戦NEO）（邪龍兵）

2011年
- 第2次超級機器人大戰Z 破界篇（修巴魯·雷普提爾）

2012年
- 第2次超級機器人大戰OG

2013年
- 超級機器人大戰Operation Extend（邪龍兵）

2014年
- 刺客教條：大革命（路易16世）
- 第3次超級機器人大戰Z 時獄篇（AL）
- 三國志方塊大戰（黃忠、張昭）

2015年
- 刺客教條：梟雄（阿爾瓦羅·葛拉瑪堤卡）
- 三國戰記WEB[6]
- 第3次超級機器人大戰Z 天獄篇（AL）
- 異塵餘生4（槍騎兵隊長凱爾茲）

2017年
- 奧丁之冕（克瑞格）
- 超級機器人大戰V（AL）
- 超級機器人大戰X-Ω（日语：スーパーロボット大戦X-Ω）（AL）

2018年
- 驚爆危機！戰鬥的Who Dares Wins（艾德華·"布魯札"·沙克斯、AL）

2019年
- 超級機器人大戰DD（AL）

### 廣播劇CD
- 安琪莉可外傳（日语：アンジェリーク） 無限音階 Vol.3（反叛兵）
- 雨柳堂夢咄（日语：雨柳堂夢咄）（九城·龍衛）
- Weiß kreuz Glühen Fight Fire With Fire（梅根）
- 英雄傳說IV 「朱紅的淚」（劫匪1）
- 怪異虛幻博覽亭（日语：怪異いかさま博覧亭）（鳴釜）
- 吸血姬美夕（神魔·霧亂）
- 大運動會（牛兵衛）
- 鋼之鍊金術師「天上的寶冠」（車馬夫）[注 1]
- 遙遠時空（武士團棟梁）
  - 遙遠時空 花鏡（農民）
  - 遙&（永泉伊乃里的師傅）
- BUD BOY（日语：BUD BOY）（族人A、川原田透的父親、無瀨風1、士兵1）
- G奇幻漫畫CD精選 火焰之紋章 暗黑龍與光之劍（側近）
- 幸運騎士外傳（日语：フォーチュン・クエスト）（羅德里奎茲、大男）
- 普通女高中生要做當地偶像（太田貢）[注 2][7]
- 仙人掌的秘密（導師）
- MIND ASSASSIN（日语：MIND ASSASSIN）（刑事）
- 青春男孩（班傑明）※月刊Melody（日语：MELODY (雑誌)）全員贈禮
- 聖天空戰記 （帕爾）
- 東方茱麗葉（保全警衛）
- 文學少女 渴求真愛的幽靈【前篇】（刑事）
- JOKER FILE 1 ～Monn Fantasy～（タチバナ·ケイ）
- 羅德斯島戰記 風與炎之魔神（衛兵）
- 潮男高校（舎監老師）
- 勇者王 特別廣播劇4 ～永遠的ID5…～（居酒屋店員A）

### BLCD
- FLESH&BLOOD（巴爾德斯）
- 紫之焰（九條時雨）
- WEST END（客人B）
- 原獸文書（日语：原獣文書）（伊旺·洛斯托夫醫師）
- 純情羅曼史（編輯長）
- 平八郎天下御免（堀田）
- （羅伯特·史坦）

### 外語配音

#### 演員
克里斯·克莱因
- 美國派系列（Chris "Oz" Ostreicher）
  - 美國派
  - 美國派2
  - 美國派4：美國重逢

#### 電影
- 第51區（英语：The 51st State）（Lizard〈Meat Loaf〉）
- 狂野武士（William Thatcher〈希斯·萊傑〉）※影碟版。
- 粉騷大聯盟（英语：All I Wanna Do (1998 film)）（Dennis〈馬修·勞倫斯〉）
- 女王密使（英语：All the Queen's Men）（Tony Parker〈埃迪·伊扎德〉）
- 見證人（英语：Amen.）（Riccardo Fontana〈馬修·卡索維茨〉）
- 美國甜心（英语：America's Sweethearts）（Dave O'Hanlon〈雷恩·威爾森〉）
- 情人搭錯線（英语：An Ideal Husband (1999 film)）（Tommy Trafford〈Ben Pullen〉）
- 黑暗天使（署長〈Claus Flygare〉）
- 燈火闌珊處（英语：Around the Bend）（Jason Lair〈喬許·盧卡斯〉）
- 愛在心裡口難開 ※VHS、DVD版。
- 復仇者（英语：The Avengers (1998 film)）（Boodle's Porter〈Richard Lumsden〉）
- 神鬼拍檔（英语：Bad Company (1999 film)）（Alain〈Maxime Mansion〉）
- 特種部隊（Castro〈Cristián de la Fuente〉）
- 蝙蝠俠4：急凍人 ※DVD版。
- 兇殺後（英语：Before and After (film)）
- Believe（Courtney Hartney〈Charles Powell〉）
- 鳥籠 ※VHS版。
- 刀鋒戰士（Dr. Curtis Webb〈提姆·吉尼〉）※影碟版。
- Bullethead（Todd Leslie〈Zeke Rettman〉）
- 勵志大聯盟（英语：The Comebacks）
- 十萬火急（英语：Daylight (1996 film)）（Mikey〈Renoly Santiago〉）※影碟版。
- Delivered（英语：Delivered）（Will Sherman〈David Strickland〉）
- 唐吉訶德（英语：Don Quixote (2000 film)）（Sansón Carrasco〈詹姆斯·鮑弗〉）
- 公爵夫人（Richard Brinsley Sheridan〈Aidan McArdle〉）
- 洛杉磯大逃亡（Skinhead〈羅伯特·卡拉丁〉）※影碟版。
- 逃犯（勞倫斯）
- 重裝戰警（英语：Extreme Justice (film)） ※富士電視台版。
- 烈火終結令（英语：The Fan (1996 film)）（胡安·普里莫〈班尼西歐·狄奧·托羅〉）※影碟版。
- 驚奇4超人 ※影碟版。
- 玩命關頭（Lance Nguyen〈雷吉·李〉）※朝日電視台版。
- 玩命關頭3：東京甩尾（Han〈姜成鎬〉）
- Fatal Error（英语：Fatal Error (TV movie)）（Nick Baldwin〈小安東尼歐·薩巴托〉）
- 第五元素（Gog〈Lee Evans〉）※日本電視台版。
- 鬥陣俱樂部（Ricky〈伊昂·拜利〉）
- 絕命終結站4
- 風暴大火（英语：Firestorm (1998 film)）（Sherman〈Jonathon Young〉）
- 往日柔情（Ken Strout〈Carmine Giovinazzo〉）
- 致命任務（英语：The Foreigner (2003 film)）（Sean Cold〈Jeffrey Pierce〉）
- 魔鬼女大兵（Lieutenant "Wick" Wickwire〈Boyd Kestner〉）※富士電視台版。
- Gunblast Vodka（法语：Gunblast Vodka）
- 英雄無淚
- 全民情聖
- 是誰搞的鬼（Ray Bronson〈小弗雷迪·普林斯〉）※VHS、DVD、BD版
  - 到底是誰搞的鬼（Ray Bronson〈小弗雷迪·普林斯〉）※DVD版。
- 特務辦囍事（英语：The In-Laws (2003 film)）（Will Hutchins搜査官〈A. Russell Andrews〉）
- Implant（Paul〈馬克·布魯卡斯〉）
- 黃之鋒：熱血青年vs 超級強權（阮）
- 國王與我（Lun Tha〈Carlos Rivas〉）※東京電視台新錄製版。
- 迷失太空 ※影碟版。
- 失落的世界（John Roxton卿〈Will Snow〉）※VHS版。
  - 回到失落的世界（英语：Return to the Lost World）（John Roxton卿〈Will Snow〉）
- 真的戀愛了（Mark〈安德魯·林肯〉）
- 真愛伴我行（Malèna）
- 摩登大聖
- 特務愛很大（Arnie〈Carl Anthony Payne II〉）
- 真情收音機（英语：Monrak Transistor）（Siew〈Ampon Rattanawong〉）
- 陪我走到世界盡頭（英语：Monsieur Ibrahim）（Momo的父親〈Gilbert Melki〉）
- 驚爆新聞（James McNamara〈Michael Spound〉）
- 小子難纏4（英语：The Next Karate Kid） ※DVD版。
- 尼魔島（Jack Rusoe〈傑拉德·巴特勒〉）※DVD版。
- 驚爆魔鬼悍將（英语：No Tomorrow (film)）（Bush）
- 啟示錄之末世終極密碼（英语：The Omega Code）（Dominic〈Michael Ironside〉）
- 神鬼奇兵2（英语：Operation Delta Force）（Hutch〈Spencer Rochfort〉）
- （Alfred Pierre〈Allen Payne〉）
- 海灘派對殺人魔（Eddie〈David Chokachi〉）
- 邪氣逼人（Jesse Ryan〈傑森·倫敦〉）
- Rain（Summers〈Dark Cheetwood〉）
- 衝鋒陷陣（英语：Remember the Titans）（Darryl "Blue" Stanton〈Earl C. Poitier〉）
- 絕地任務 ※影碟版。
- 搖滾巨星（英语：Rock Star (2001 film)）
- 休旅任務（英语：RV (film)）（Larry Moiphine〈Rob LaBelle〉）
- 週末夜狂熱 ※影碟版。
- 鬼店 ※東京電視台版。
- Speedway Junky（英语：Speedway Junky）（Scooby〈Justin Urich〉）
- 飛碟襲擊（日语：センダー/超誘導体）
- 豪情四兄弟（Thomas "Tommy" Marcano〈比利·克魯德普〉）※富士電視台版。
- 七個畢業生（英语：St. Elmo's Fire (film)）（Billy Hicks〈羅伯·勞〉）
- 魔鬼先鋒（英语：The Substitute）（Jerome Brown〈Shar-Ron Corley〉）※VHS版。
- 魔繭復活（Young〈Ronan Vibert〉）
- 撞翻姻緣路（Michael〈本·阿弗萊克〉）
- Tom Clancy's Net Force（英语：Tom Clancy's Net Force）（Uday Shankar〈Anjul Nigam〉）
- 姐姐愛最大（Aaron Conners〈比爾·哈德〉）
- 天堂有難（英语：Trapped in Paradise）
- U-571（Bill Wentz〈傑克·諾斯沃迪〉）※DVD版。
- 火山爆發之天搖地動（英语：Volcano: Fire on the Mountain）（Peter Slater〈Dan Cortese〉）

#### 電視影集
- 24
- 眼鏡蛇11：警報（英语：Alarm für Cobra 11 – Die Autobahnpolizei）（Semir Gerkhan〈Erdoğan Atalay〉）※Prime Wave版。
- 秋日童話（尹俊熙〈宋承憲〉）
- 飛越比佛利 (第2季)
- 火線重案組警告（Tom Strickler〈班·申克曼〉）
- 大旗英雄傳（風九幽）
- 鐵證懸案 (第3季)
- CSI犯罪現場 (第2季)（Walt Braun〈Joseph Will〉）
- Ed（英语：Ed (TV series)）（Arthur Daily）
- 福爾摩斯與華生
- 急診室的春天（Michael）
- 往日柔情（Ken Strout〈Carmine Giovinazzo〉）※影像軟體版。
- 歡樂滿屋（AD、Jimmy）
- 實習醫生 (第2季)（Ronnie）
- 淘氣小親親（校長）
- 執法悍將（第2季：Mark Harridan〈Quinn Duffy〉、第5季：Galíndez）
- 學習之神（姜錫浩／櫻木建二〈金秀路〉）
- 靈媒緝凶
- Mentors (第4季)（英语：Mentors (TV series)）
- 金剛戰士（Hatchasaurus、Cardiatron）
- 神探阿蒙 (第2季)
- 雨季的婚禮（英语：Monsoon Wedding）
- 納什大橋（英语：Nash Bridges）
- 尼基塔（Charlie）
- 妙女神探 (第2季)（Hank Kelly）
- The Trojan Horse（英语：The Trojan Horse (miniseries)）（Hobson）
- Wasteland（英语：Wasteland (TV series)）（Tyler 'Ty' Swindell.〈布拉德·羅維〉）

#### 動畫
- 亞特蘭提斯：失落的帝國

### 特攝影集
1998年
- 鐵腕偵探露寶達（的聲音）
- 鐵腕偵探露寶達&加布達 不可思議之國的大冒險（的聲音）

2013年
- 獸電戰隊強龍者（的聲音）

2014年
- 歸來的獸電戰隊強龍者 100 Years After（的聲音）

2018年
- 快盜戰隊魯邦連者VS警察戰隊巡邏連者（朱岡·馬納堤的聲音[8]）

### 廣播劇
- 天地無用！ 廣播電影箱（旁白）
- HYPER杏奈（日语：ハイパーあんな）（王友會長）
- 驚爆危機！舞動的Very merry Christmas（AL）

### 旁白
- （旅Channel（日语：旅チャンネル））

### 舞台
- Office薰附屬養成所修了公演（2005年，演出）

### 其它
- sky A（日语：スカイ・エー） 冰上曲棍球日本聯盟（1995年－1996年賽季的實況）

## 腳註

## 外部連結
- Office薰公式官網的聲優簡介（页面存档备份，存于） （日語）